# Seinäjoen Jalkapallokerho
El Seinäjoen Jalkapallokerho (o SJK Seinäjoki o SJK) és un club de futbol finlandès de la ciutat de Seinäjoki.

## Història

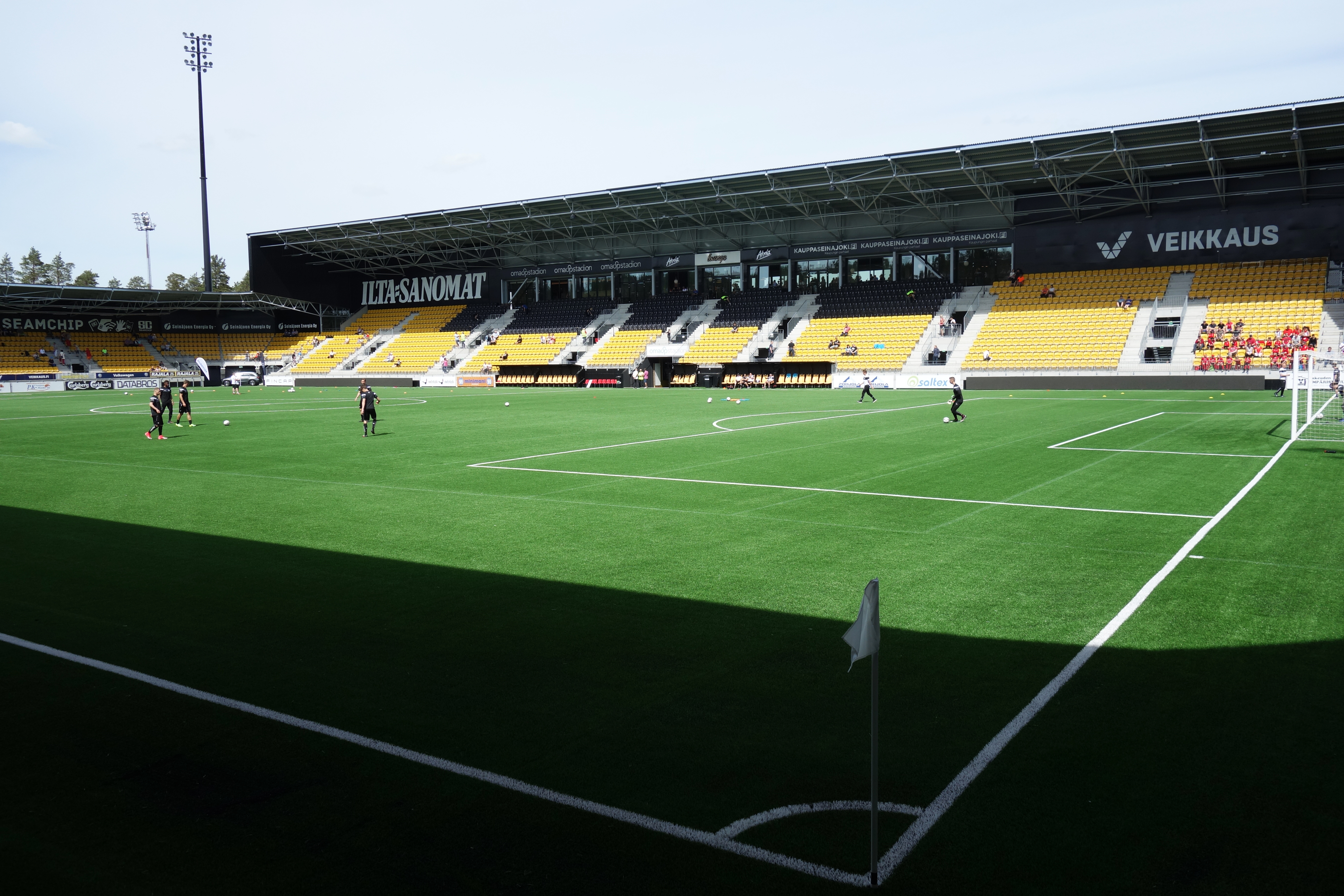
OmaSP Stadion

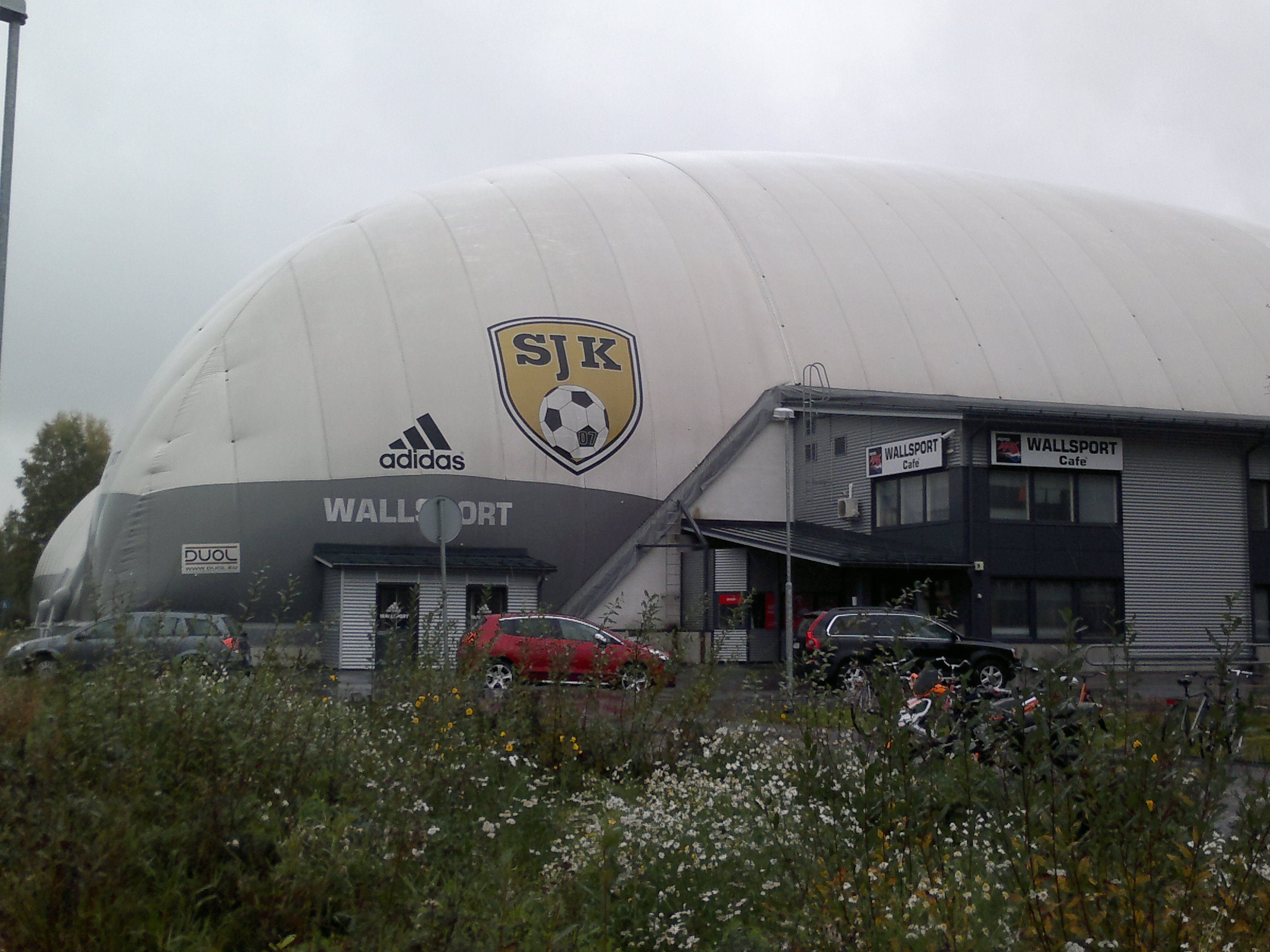
Wallsport Areena, camp d'entrenament

El SJK fou creat el 2007 després de la fusió de TP-Seinäjoki i Sepsi-78. El 2015, SJK guanyà la seva primera lliga (Veikkausliiga).

## Palmarès
- Lliga finlandesa de futbol: 
  - 2015
- Copa finlandesa de futbol: 
  - 2016
- Copa de la Lliga finlandesa de futbol: 
  - 2014
- Segona divisió finlandesa de futbol: 
  - 2013
- Tercera divisió finlandesa de futbol: 
  - 2011